# Station Boechout
Station Boechout is een onbemand spoorwegstation langs spoorlijn 15 (Antwerpen - Hasselt) in de gemeente Boechout. Boechout heeft nog een stationsgebouw dat buiten gebruik is, de reizigers dienen hun vervoersbewijs aan de automaat te kopen, aan de westkant van de spoorweg. In het stationsgebouw is nu een Italiaans restaurant gevestigd, genaamd "La vita e Bella".
Oorspronkelijk was het de bedoeling dat tramlijn 7 (later vervangen door tramlijn 15) in de plaats van Capenberg naar dit station zou doorrijden, maar hiervan werd afgezien wegens gebrek aan mogelijkheden voor een keerlus.

## Treindienst
| Serie       | Treinsoort               | Route                                             | Bijzonderheden             |
| ----------- | ------------------------ | ------------------------------------------------- | -------------------------- |
| L 2850      | L-trein (NMBS)           | Antwerpen-Centraal – Boechout – Aarschot – Leuven |                            |
| S 33        | S-trein Antwerpen (NMBS) | Antwerpen-Centraal – Boechout – Herentals – Mol   | Rijdt alleen op werkdagen. |
| P 7280/8280 | Piekuurtrein (NMBS)      | Aarschot – Boechout – Antwerpen-Centraal          | Rijdt alleen op werkdagen. |

## Galerij

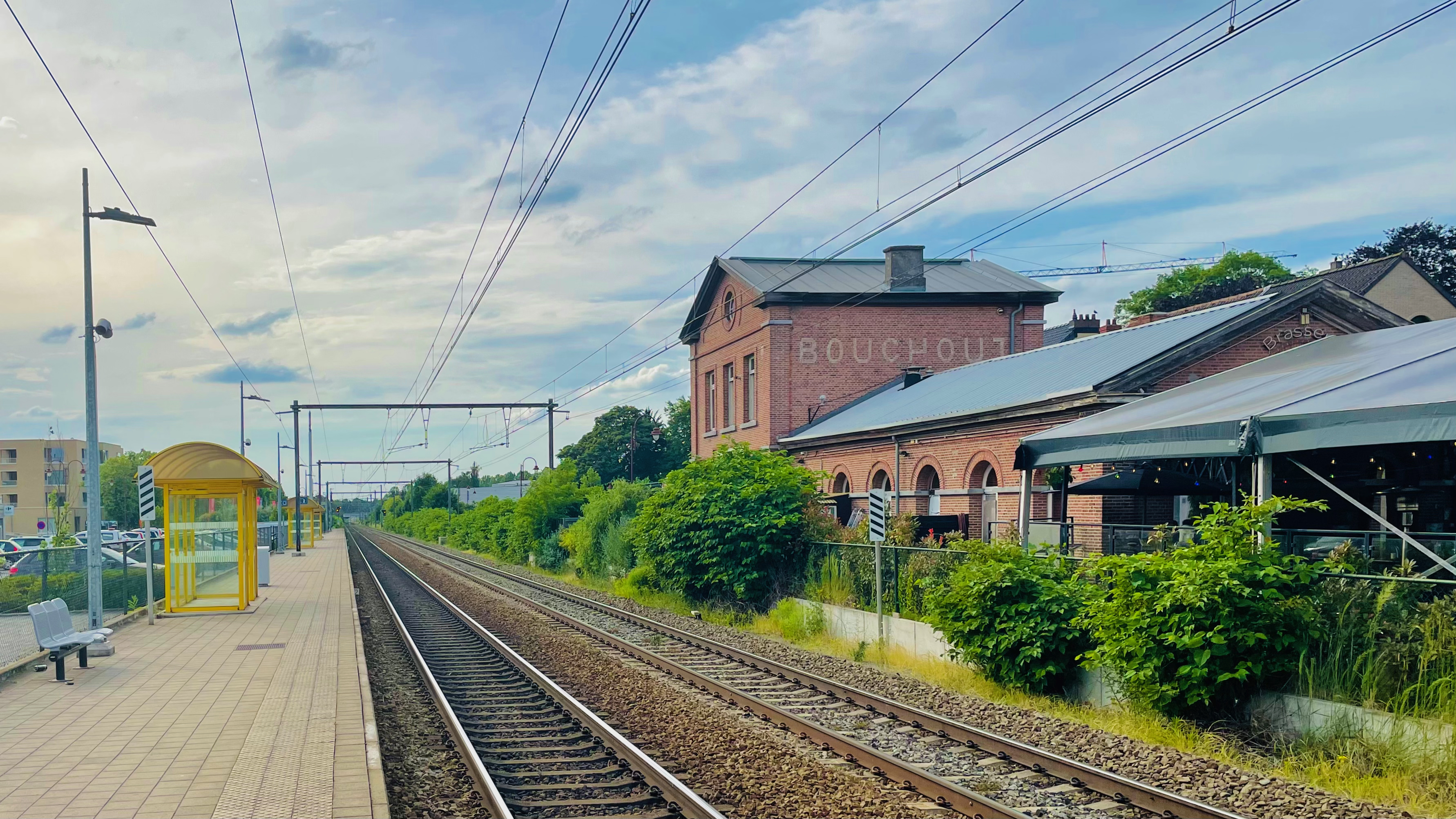
Zicht op het perron in 2021
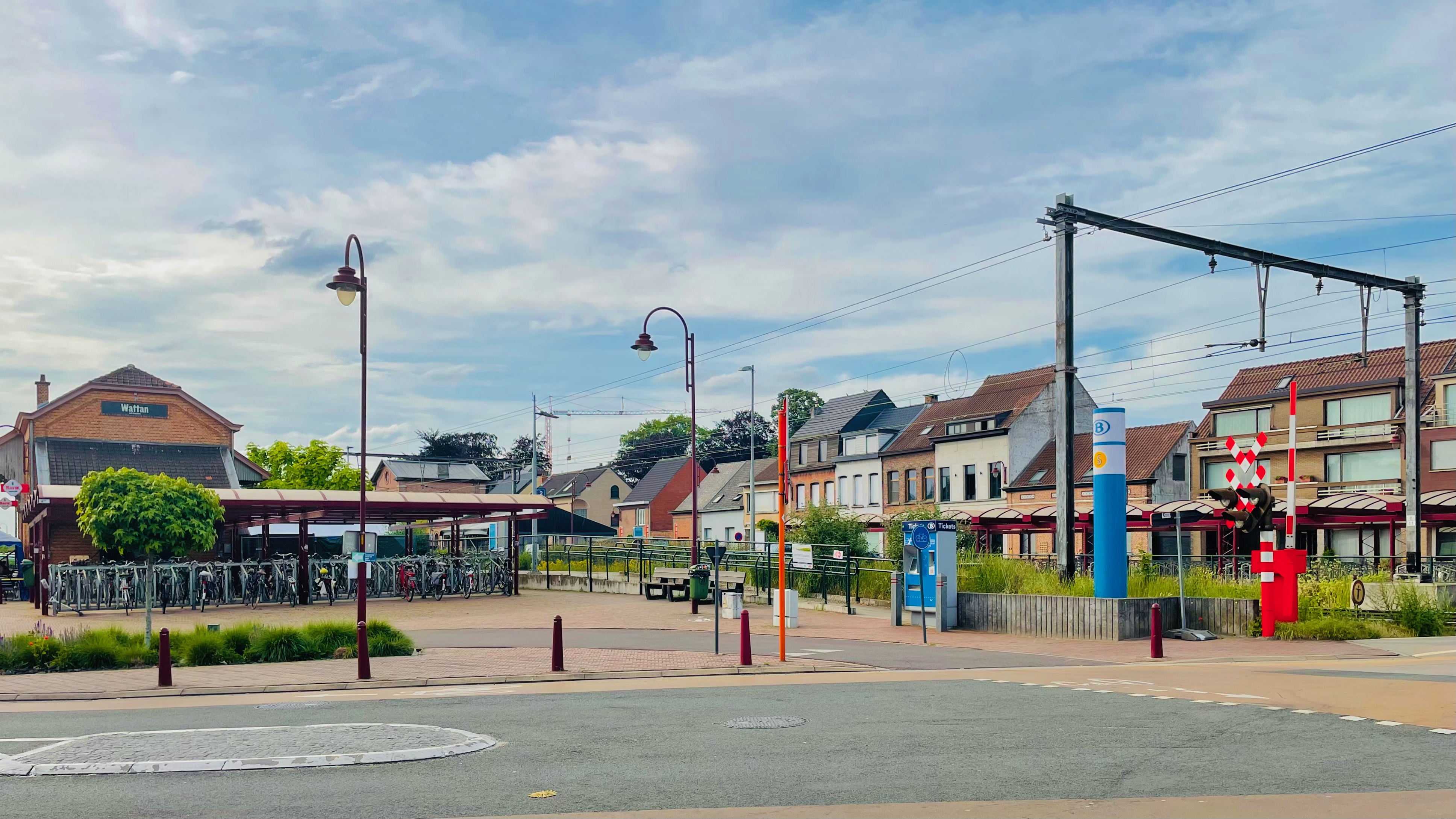
Ingang en overweg aan het station
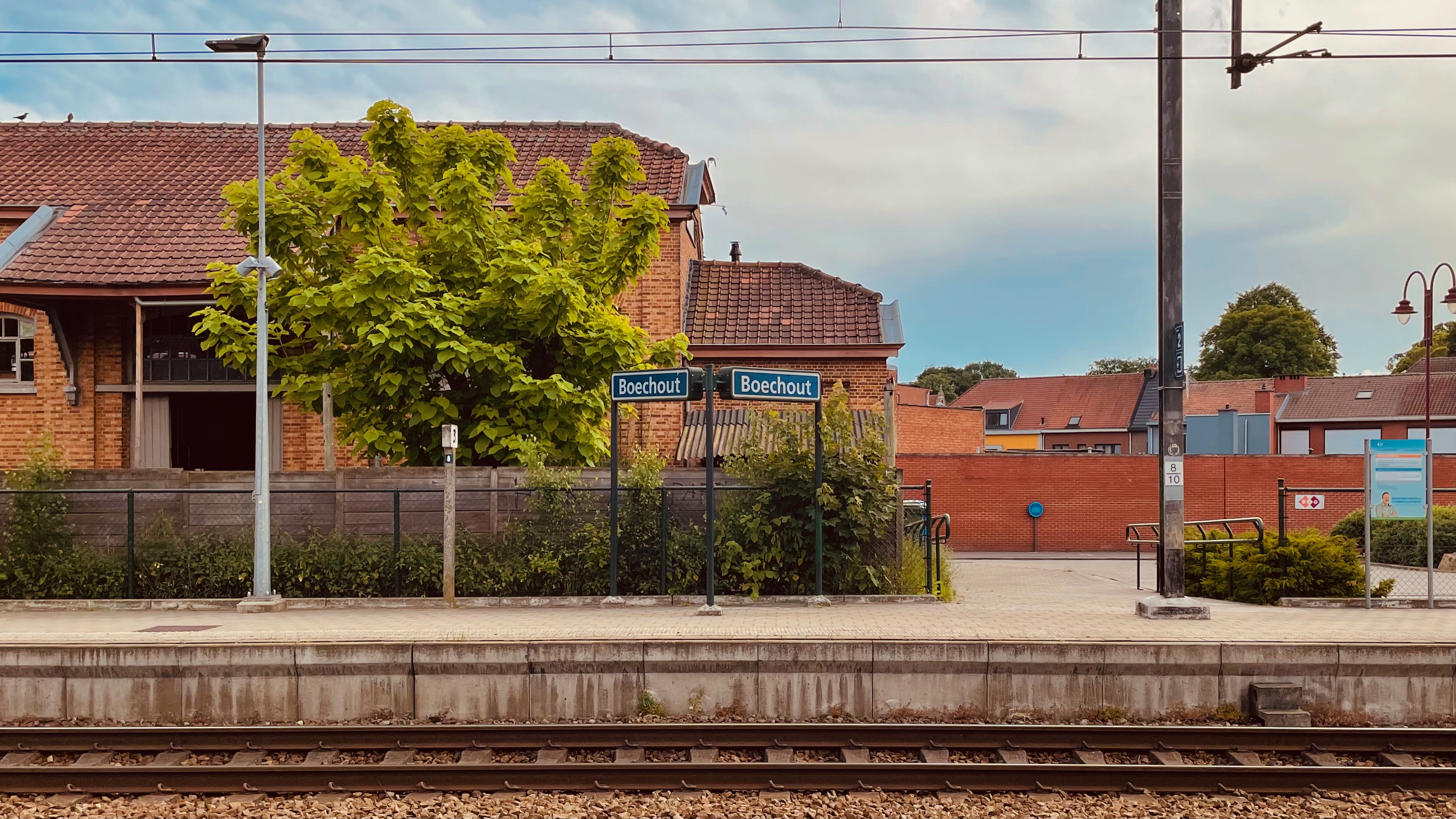
Plaatsnaambord op het perron

## Reizigerstellingen
De grafiek en tabel geven het gemiddeld aantal instappende reizigers weer op een week-, zater- en zondag.
| Tabel: aantal instappende reizigers station Boechout | Tabel: aantal instappende reizigers station Boechout | Tabel: aantal instappende reizigers station Boechout | Tabel: aantal instappende reizigers station Boechout |
|                                                      | Weekdag                                              | Zaterdag                                             | Zondag                                               |
| ---------------------------------------------------- | ---------------------------------------------------- | ---------------------------------------------------- | ---------------------------------------------------- |
| 1977                                                 | 234                                                  | 28                                                   | 10                                                   |
| 1978                                                 | 243                                                  | 8                                                    | 15                                                   |
| 1979                                                 | 244                                                  | 35                                                   | 18                                                   |
| 1980                                                 | 215                                                  | 13                                                   | 20                                                   |
| 1981                                                 | 306                                                  | 73                                                   | 57                                                   |
| 1982                                                 | 283                                                  | 81                                                   | 63                                                   |
| 1983                                                 | 296                                                  | 103                                                  | 84                                                   |
| 1984                                                 | 286                                                  | 77                                                   | 76                                                   |
| 1985                                                 | 257                                                  | 100                                                  | 95                                                   |
| 1986                                                 | 331                                                  | 79                                                   | 70                                                   |
| 1987                                                 | 264                                                  | 85                                                   | 48                                                   |
| 1988                                                 | 335                                                  | 90                                                   | 85                                                   |
| 1989                                                 | 267                                                  | 112                                                  | 82                                                   |
| 1990                                                 | 344                                                  | 105                                                  | 74                                                   |
| 1991                                                 | 337                                                  | 111                                                  | 89                                                   |
| 1992                                                 | 326                                                  | 123                                                  | 96                                                   |
| 1993                                                 | 333                                                  | 133                                                  | 120                                                  |
| 1994                                                 | 303                                                  | 117                                                  | 83                                                   |
| 1995                                                 | 289                                                  | 92                                                   | 103                                                  |
| 1996                                                 | 338                                                  | 86                                                   | 105                                                  |
| 1997                                                 | 343                                                  | 105                                                  | 85                                                   |
| 1998                                                 | 238                                                  | 78                                                   | 60                                                   |
| 1999                                                 | 203                                                  | 84                                                   | 89                                                   |
| 2000                                                 | 253                                                  | 71                                                   | 90                                                   |
| 2001                                                 | 186                                                  | 65                                                   | 61                                                   |
| 2002                                                 | 221                                                  | 74                                                   | 96                                                   |
| 2003                                                 | 216                                                  | 78                                                   | 96                                                   |
| 2004                                                 | 337                                                  | 118                                                  | 155                                                  |
| 2005                                                 | 322                                                  | 90                                                   | 108                                                  |
| 2006                                                 | 350                                                  | 158                                                  | 144                                                  |
| 2007                                                 | 388                                                  | 106                                                  | 162                                                  |
| 2008                                                 | -                                                    | -                                                    | -                                                    |
| 2009                                                 | 434                                                  | 150                                                  | 151                                                  |
| 2010                                                 | -                                                    | -                                                    | -                                                    |
| 2011                                                 | -                                                    | -                                                    | -                                                    |
| 2012                                                 | 490                                                  | 141                                                  | 166                                                  |
| 2013                                                 | 540                                                  | 116                                                  | 176                                                  |
| 2014                                                 | 467                                                  | 126                                                  | 158                                                  |
| 2015                                                 | 472                                                  | 109                                                  | 137                                                  |
| 2016                                                 | 474                                                  | 170                                                  | 171                                                  |
| 2017                                                 | 447                                                  | 124                                                  | 193                                                  |
| 2018                                                 | 486                                                  | 164                                                  | 172                                                  |
| 2019                                                 | 424                                                  | 143                                                  | 186                                                  |
| 2020                                                 | 380                                                  | 125                                                  | 92                                                   |
| 2021                                                 | -                                                    | -                                                    | -                                                    |
| 2022                                                 | 578                                                  | 177                                                  | 231                                                  |
| 2023                                                 | 492                                                  | 186                                                  | 180                                                  |
| 2024                                                 | 533                                                  | 188                                                  | 158                                                  |

## Loods/Pakhuis
In de bijhorende loods van het station was het Sfinkscafé gevestigd tot januari 2019.
1,3: Krijgsbaan ·
2,8: Liersebaan ·
3,9: Boechout ·
4,9: Vos ·
6,4: Boshoek ·
9,3: Lier ·
11,1: Lisp ·
12,8: Kessel ·
16,3: Nijlen ·
21,9: Bouwel ·
24,1: Wolfstee ·
26,4: Herentals-Kanaal ·
28,0: Herentals ·
34,0: Olen ·
37,1: Larum ·
40,1: Geel ·
46,5: Millegem ·
49,3: Mol ·
54,0: Balen ·
Ingene-Immer ·
62,8: Leopoldsburg ·
Beverlo ·
68,0: Beringen-Mijn ·
71,2: Beringen ·
74,6: Heusden ·
78,0: Zolder ·
80,2: Houthalen ·
83,3: Kolveren ·
84,9: Zonhoven ·
86,6: Zonhoven-Badplaats